# Hervormde kerk (Tricht)
De Hervormde kerk is een kerkgebouw in het Nederlandse dorp Tricht, provincie Gelderland. De kerk wordt gebruikt door de Hervormde Gemeente Tricht.

## Geschiedenis
In 1315 werd op de plek van de huidige kerk een kapel gesticht. Deze kapel behoorde tot de parochie van Buurmalsen. In 1345 werd het vicarie gesticht dat aan Maria was gewijd.
In 1389 werd de kapel verheven tot een parochiekerk. De uit drie geledingen bestaande toren zal kort daarna, rond 1400, zijn gebouwd, tegen de oude kapel aan. De kapel is nadien vervangen: in de 15e eeuw werd het nieuwe schip gebouwd, in de 16e eeuw volgde het koor.
In 1507 werd de kerk ondergebracht bij het Utrechtse kapittel van Sint Pieter.
Er zijn in de 19e en 20e eeuw diverse restauraties uitgevoerd. Nadat in 1919 een plank van het houten gewelf naar beneden was gevallen, volgde van 1922 tot 1927 een uitgebreide restauratie. In 1922 is de kap boven het koor vernieuwd. Tijdens de Tweede Wereldoorlog vonden vervolgrestauraties plaats, voornamelijk aan de kerktoren. De pleisterlaag die zich op het koor en schip bevonden, zijn eveneens verwijderd.

## Beschrijving
De kerk heeft een driebeukig, pseudobasilicaal schip uit de 15e eeuw. De zuilen zijn opgetrokken in baksteen. Het dak van het schip en de zijbeuken bestaan uit tongewelven.
Het 16e-eeuwse driezijdige koor kent één beuk. Tegen het koor is de sacristie geplaatst. Onder het koor bevonden zich twee grafkelders: een voor de bewoners van het huis Reygersfoort en een voor het Huis Crayestein.
De preekstoel is afkomstig uit de 17e eeuw en is waarschijnlijk geschonken door de familie Gruyter-Van Els, die destijds Huis Crayestein bewoonde. In de kerk bevinden zich tevens twee herenbanken, waarvan er een toebehoorde aan Crayestein.
Het orgel is in 1887 gebouwd door Pieter Flaes.
De toren is rond 1400 gebouwd en is daarmee het oudste deel van het kerkgebouw. Tegen de zuidzijde van de toren bevindt zich een doopkapel met een 16e-eeuwse muurschildering die de doop van Christus voorstelt. De toren bestaat uit drie geledingen, waarvan de bovenste in 1910 is verhoogd. In datzelfde jaar werd de oorspronkelijke lage, vierkantige spits vervangen door een hoge achtkantige spits. In 1971 werd de spits wederom vervangen en kreeg het zijn originele vorm van vóór 1910 terug.
In de toren bevindt zich een kerkklok uit 1460.